# Riu Blackwater (Kerry)
El riu Blackwater és un riu del comtat de Kerry, al sud-oest d'Irlanda. No ha de confondre's amb el Munster Blackwater, molt més llarg. La major part de la seva conca està protegida com reserva natural i Zona d'especial conservació d'interès comunitari. Aquesta àmplia Zona d'especial conservació es troba als vessants del sud-oest del Macgillycuddy Reeks i queda per damunt de la cala del riu Kenmare. La geologia de la zona és antiga argila vermella. Altres dos rius principals, el Kealduff i el Derreendarragh. Els rius sorgeixen a altituds de fins a 600 m i descendeixen de manera torrencial fins al mar en un recorregut de 10 km.
Té un alt valor de conservació per unes certes espècies animals. Així, són importants la llúdries, salmons i ratpenats de ferradura petit. Aquesta és una de les regions on es troba la rara llimac de Kerry (Geomalacus maculosus).